# Vida não-celular
A vida não-celular ou vida acelular é a vida que existe sem uma estrutura celular por pelo menos parte de seu ciclo de vida. Historicamente, a maioria das definições (descritivas) de vida postulava que um organismo vivo deve ser composto de uma ou mais células, mas isso não é mais considerado necessário, e os critérios modernos permitem formas de vida baseadas em outros arranjos estruturais.
Os principais candidatos à vida não celular são os vírus. Alguns biólogos consideram os vírus organismos vivos, mas outros não. Sua principal objeção é que nenhum vírus conhecido é capaz de reprodução autônoma: eles dependem das células hospedeiras para se replicar.

## Vírus e agentes subvirais
Os vírus e os agentes subvirais (vírus satélite e viroides) são considerados parasitas intracelulares obrigatórios, pois por si só não são capazes de reproduzir-se. Podem ter DNA ou RNA, envolvidos por uma membrana proteica (capsídeo). Os viróides são constituídos apenas por moléculas de RNA. Este assunto ainda é muito discutido e posto em dúvida, dado que não se sabe ainda se os vírus e agentes subvirais podem ser considerados seres vivos. Não se reproduzem por conta própria, não se alimentam, não têm organelas, metabolismo, etc.
Quanto à sua origem e filogenia, as células acelulares são parafiléticas porque sua origem é anterior à dos organismos celulares, e polifiléticas devido às origens repetidas que seus membros tiveram dentro das células. A origem parafilética dos organismos acelulares e a origem polifilética de alguns de seus membros é respaldada pela maior parte das análises moleculares. Em uma análise de proteínas virais e celulares, os vírus gigantes foram os mais próximos dos organismos celulares, seguidos por outros vírus de DNA e vírus de RNA, junto com os retrovírus.
O consenso científico atual é não considerar aos vírus e agentes subvirais como seres vivos porque não são constituídos por células e sem eles não podem desempenhar as funções mencionadas acima. Os vírus, juntamente com os agentes subvirais, são classificados pelo Comitê Internacional de Taxonomia de Vírus.

## Vírus como vida não-celular
A natureza dos vírus não ficou clara por muitos anos após sua descoberta como patógenos. Elas foram descritas como venenos ou toxinas no início, depois como "proteínas infecciosas", mas com os avanços da microbiologia ficou claro que também possuíam material genético, uma estrutura definida e a capacidade de se reunir espontaneamente a partir de suas partes constituintes. Isso gerou um amplo debate sobre se eles deveriam ser considerados fundamentalmente orgânicos ou inorgânicos - como organismos biológicos muito pequenos ou moléculas bioquímicas muito grandes - e, desde a década de 1950, muitos cientistas pensaram que os vírus existiam na fronteira entre vivos e não vivos.
A replicação viral e a automontagem têm implicações para o estudo da origem da vida, uma vez que dá mais crédito à hipótese de que a vida poderia ter começado como moléculas orgânicas que se auto-organizam.

### Exclusão da árvore filogenética da vida
Um artigo de 2009 apresentou fortes evidências contra a noção de que os vírus estão vivos e representam linhagens antigas da árvore da vida.
A razão pela qual os acelulares foram excluídos da árvore filogenética da vida é porque eles não atendem a todos os atributos que definem a vida. Além disso, não possuem célula e nem ribossomos, portanto não possuem os componentes necessários para agrupá-las de forma confiável na árvore filogenética da vida. Os acelulares também podem trocar genes com seus hospedeiros, impedindo-os de reconstruir sua história evolutiva.

## Taxonomia
Acytota é um grupo taxonômico proposto por Jeffrey (1971) para descrever os vírus e agentes subvirais em classificações biológicas. Anteriormente, Novak (1930) havia separado os seres acelulares dentro do domínio Aphanobionta.
Como um superdomínio, o clado oposto corresponderia a Cytota, com todas as formas de vidas celulares. Os organismos não celulares e a vida celular seriam as duas subdivisões de nível superior da vida, em que a vida como um todo seria conhecida como Biota ou Vitae. Quando tratados como um domínio, a classificação geralmente divide os seres em quatro domínios taxonômicos Acytota, Archaea, Eubacteria e Eukaryota.